# (3124) Kansas
(3124) Kansas est un astéroïde de la ceinture principale.

## Description
(3124) Kansas est un astéroïde de la ceinture principale. Il fut découvert le 3 novembre 1981 à Kitt Peak par David J. Tholen. Il présente une orbite caractérisée par un demi-grand axe de 2,75 UA, une excentricité de 0,08 et une inclinaison de 5,9° par rapport à l'écliptique.

## Nom
(3124) Kansas porte le nom de l'État des États-Unis dont est originaire son découvreur David J. Tholen, le Kansas. Il a aussi été nommé en l'honneur de l'université du Kansas qui est l'université où David J. Tholen a commencé ses études. En effet, la citation de nommage mentionne :

« Nommé d'après l'État d'origine du découvreur, qui tire son nom de celui des Indiens Kansa qui ont migré dans le nord-est de l'État au cours de la dernière partie du 18e siècle. La devise de l'État est Ad astra per aspera, ce qui signifie "Vers les étoiles à travers les difficultés". L'astéroïde est également nommé d'après l'Université du Kansas, l'alma mater du découvreur, pour y célébrer le centenaire de l'astronomie d'observation, qui a débuté en 1885 avec l'achat d'un télescope Alvan Clark de 6 pouces, un instrument encore en usage aujourd'hui. »

— Minor Planet Circular 10045

## Compléments